# James Ellroy
James Ellroy, geboortenaam Lee Earle Ellroy (Los Angeles, 4 maart 1948) is een veelgelezen Amerikaanse misdaadschrijver en essayist. Hij heeft een unieke "telegrafie"-stijl, waarbij hij woorden weglaat die andere schrijvers noodzakelijk zouden vinden. Zijn boeken worden gekenmerkt door hun zwarte humor, de weergave van Amerikaans autoritarisme, een veelheid aan verhaallijnen en een pessimistisch wereldbeeld.
Hoewel Ellroy in het algemeen conservatief lijkt, is hij een streng vegetariër die geen sterke drank gebruikt, en die tegen de doodstraf is.
In 1958, toen James 10 jaar oud was, werd zijn moeder, Geneva, vermoord in El Monte. Zij was naar daar verhuisd samen met James, drie jaar na de scheiding van zijn vader, Armand. De moord die nooit opgelost werd, was een keerpunt in James' leven, en dit gaf hij weer in My Dark Places.
Ellroy is na zijn scheiding van zijn tweede vrouw Helen Knode in 2006 met wie hij in Kansas woonde, teruggekeerd naar Californië.

## Films
- 1990 Cop
- 1995 Shotgun Freeway
- 1997 L.A. Confidential
- 1998 Brown's Requiem
- 2001 James Ellroy's Feast of Death
- 2002 Stay Clean
- 2002 Dark Blue
- 2006 The Black Dahlia
- 2006 The Man Who Kept Secrets
- 2006 The Night Watchman